# 294
El año 294 (CCXCIV) fue un año común comenzado en lunes del calendario juliano, en vigor en aquella fecha.
En el Imperio romano el año fue nombrado como el del consulado de Constantino y Valerio o, menos comúnmente, como el 1047 Ab urbe condita, siendo su denominación como 294 posterior, de la Edad Media, al establecerse el Anno Domini.

## Acontecimientos
- Tuoba Lu Guan sucede a Tuoba Fu como jefe del clan chino Tuoba.